# Пархоменко, Дмитрий Геннадьевич
Дмитрий Геннадьевич Пархоменко (род. 26 января 1973, Прокопьевск, Кемеровская область) — советский и российский хоккеист. Тренер.

## Биография
Воспитанник прокопьевского «Шахтёра», в составе которого дебютировал в первенстве второц лиги СССР сезона 1989/90. Со следующего сезона стал играть за омский «Авангард», где отыграл восемь лет. Также в РХЛ и Суперлиге играл за «Рубин» Тюмень (1997/98), «Молот-Прикамье» Пермь (1998/99), «Северсталь» Череповец (1999/2000 — 2000/01), «Металлург» Новокузнецк (2001/01 — 2005/06).
Директор СДЮСШОР «Металлург» Новокузнецк (200—2009). Тренер «Металлурга» (2006/07). Главный тренер «Металлурга-2» Новокузнецк (2008/09). 1 мая 2009 года был назначен исполняющим обязанности главного тренера «Металлурга», с 22 мая — главный тренер. 39 октября 2010 года был уволен из-за неудовлетворительных результатов команды и стал работать старшим тренером. 24 мая 2011 года стал помощником главного тренера команды МХЛ «Кузнецкие медведи». Старший тренер (2013/14), тренер (2014/15) «Металлурга». Тренер «Кузнецких медведей» (2015/16). Тренер клубов КХЛ «Амур» Хабаровск (2016/17), «Торпедо» НН (2017/18). 1 июня 2018 года сновь стал старшим тренером «Металлурга» в ВХЛ. С 15 декабря 2018 по 14 ноября 2019 — главный тренер команды, до 8 февраля 2020 — тренер. Тренер «Динамо» Рига (2020/21), помощник главного тренера казахстанской «Сарыарки» (2021/22, с 17 января). 7 июля 2022 года вошёл в тренерский штаб «Дизеля» Пенза. С сезона 2023/24 — главный тренер команды ВХЛ «Динамо-Алтай».
Сын Константин также хоккеист.